# Институт экспериментальной и клинической ветеринарной медицины
Национальный научный центр «Институт экспериментальной и клинической ветеринарной медицины» (NSC IECVM) — первое на территории современной Украины научно-исследовательское учреждение, созданное для решения актуальных научно-практических задач ветеринарного обеспечения животноводства. Расположен по адресу г. Харьков ул. Пушкинская, 83.

## История
«Украинский институт научной и практической ветеринарии» учрежден в 1923 г. на базе Центральной бактериологической станции. Указом Президента Украины № 186/2006 от 3 марта 2006 г. институту предоставлен статус Национального научного центра.

## Сфера деятельности
Основной сферой деятельности Национального научного центра является решение вопросов обеспечения ветеринарно-санитарного и эпизоотического благополучия Украины.
ННЦ «ИЭКВМ» координирует выполнение научных исследований по вопросам ветеринарной медицины, проводимых украинскими научными учреждениями совместно с Госпродслужбой Украины и высшими учебными заведениями Украины аграрного профиля.